# Monte Bello (Willemstad)
Monte Bello – osada (buurt) w dzielnicy Otrobanda, miasta Willemstad, w dystrykcie Willemstad, w kraju autonomicznym Curaçao, należącym do Holandii, w Ameryce Południowej. 20 października 2023 r. liczyła 192 mieszkańców.  